# Bakhsáli kézirat

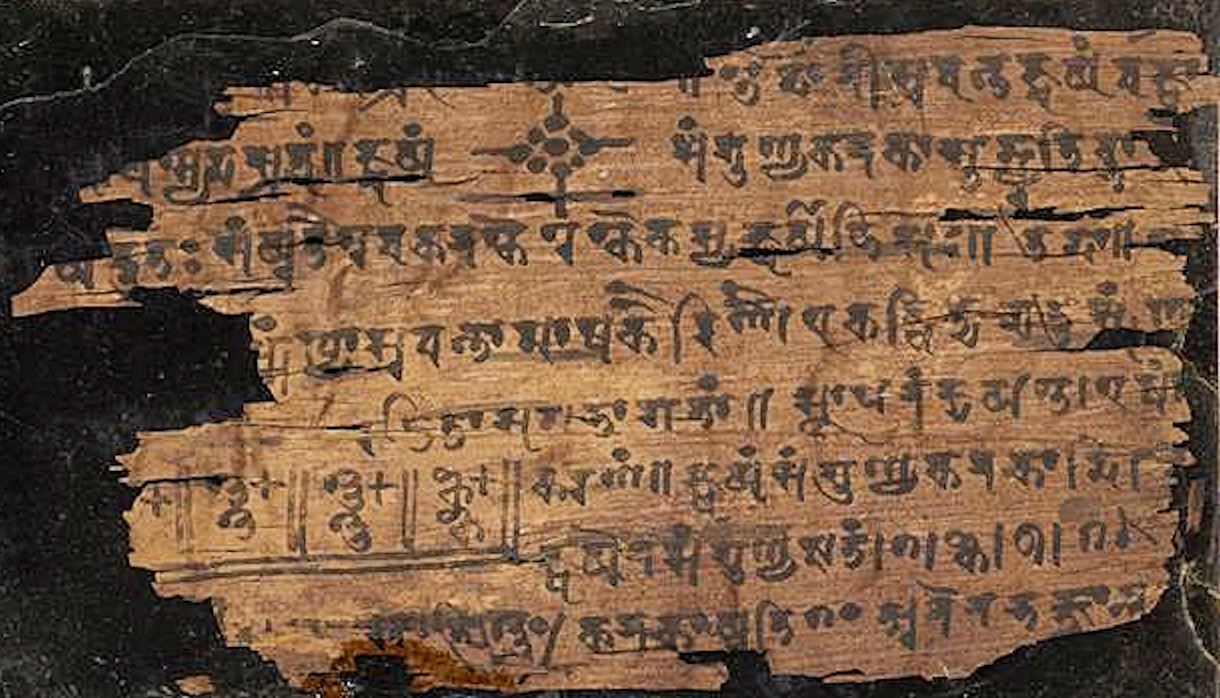
A bakhsálí kézirat egy része

A bakhsáli kézirat a jelenleg ismert legrégebbi dél-ázsiai matematikai kézirat, amely a mai Pakisztán területére eső Bakhsáli falu mellől került elő 1881-ben. Az irat nyírfakéregre íródott, sárada írással, nyelvezetét tekintve gátha dialektusban. A kézirat nem teljes, csupán 70 nyírfakéreg lap maradt fenn, ezek közül több is sérült. A teljes irat egyes részei mind a mai napig nem kerültek felfedezésre. A kéziratot állapota miatt féltve őrzik az Oxfordi Egyetem Bodleian könyvtárában.
A mű alapvető aritmetikai témákkal (pl. nulla, törtek, műveletek) foglalkozik, és már megjelenik a tízes alapú helyi értékes számábrázolás, ahol a nullát külön elnevezéssel (súnjaszthána) és egy pont jelöléssel illetik.

## Datálás
A kézirat keletkezési dátuma bizonytalan, tudós körökben nagy vitát váltott ki. A legtöbb szakértő egyetért abban, hogy a kézirat egy jóval régebbi mű másolata, az eredeti mű datálása emiatt csak a tartalom alapján történhet.
A felfedezést követően az első publikáció során Dr. Rudolf Hoernle az eredeti művet az i. sz. 3-4. századra datálta, mellyel több későbbi kutató (M. Cantor, F. Cajori, B. Datta, S. N. Sen, A. K. Bag, R. C. Gupta) egyet is értett.
Később az eurocentrikus szemlélet ("a tudományok döntően a görögöktől származnak") fő képviselője, G. R. Kaye publikálta a kéziratot egy fakszimile kiadásban angol fordítással, ahol a szerző erősen megkérdőjelezte az indiai eredetet, valamint a 12. századot jelölte meg a keletkezésnek.
M. N. Channabasappa az i. sz. 200-400 közti időszakot tartotta a legvalószínűbbnek, aki az egyik tanulmányában 5 olyan speciális matematikai terminust említ meg, ami nem található meg az i. sz. 5. századi Árjabhatíjában, ez alátámasztja az 5. század előtti keletkezést.
Bár L. V. Gurjar szerint a mű nem íródhatott i. sz. 300 után, T. Hayashi átfogó elemzése alapján a kézirat egy 7. századi mű 8-12. századi másolata.
A fentieket egybevetve a kéziratot egy kb. i. sz. 3-7. századra tehető mű 8-12. századi másolataként tartották számon.
2017-ben a kéziratból három mintát elemeztek szénizotópos kormeghatározással; a vizsgálat szerint a minták három különböző évszázadból származnak i.sz. 224-383, i. sz. 680-779 CE és i.sz. 885-993. Nem ismeretes, hogy a különböző évszázadokból származó részek miképpen kerültek egybe.

## Témák

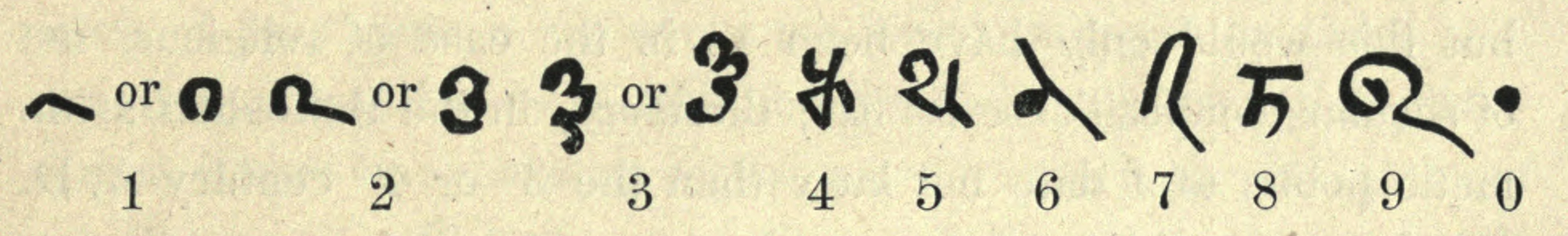
A bakhsáli kéziratban alkalmazott számjegyek

A kézirat elsősorban algebrával és aritmetikával foglalkozik, kisebb mértékben érint geometria témákat is. Mivel az irat nem teljes, így a témák aránya sem állapítható meg pontosan. A témák bemutatásának általános alkalmazott szerkezete igen különös, a klasszikus indiai matematika témájú könyvekhez képest szokatlan, ezért a 20. század elején több eurocentrikus felfogású tudós (köztük G. R. Kaye) támadta azzal a váddal, hogy valójában nem indiai eredetű.
A mű matematikai szabályokat ismertet, melyeket példákkal illusztrál szöveges illetve matematikai formában. A problémákhoz tartozó megoldást is közli és a klasszikus indiai matematikai szútrákkal ellentétben bizonyítást is tartalmaz. A jelölésrendszer nagyban nem tér el az indiai matematika klasszikus korszakát nyitó, i. sz. 499-es Árjabhatíjában látottaktól, bár tartalmaz néhány teljesen egyedi, sehol másutt nem alkalmazott jelölést.

### Alapvető aritmetika
Az ind matematikában a 4 alapvető aritmetikai operátor (összeadás, kivonás, szorzás és osztás) első rendszerszerű nyomai már felfedezhetők a kéziratban: a műveletek jelölésére (a kivonás kivételével) a leggyakrabban használt szanszkrit terminusok rövidítéseit alkalmazták, amely alapjában véve összevág a klasszikus kor későbbi munkáiban fellelhető jelölésekkel:
- összeadás: yu (yuta, yuj gyök)
- kivonás: + jel a kivonandó szám mellett (későbbi művekben gyakran egy pont jelöli)
- szorzás: gu (guņana, guņita)
- osztás: bha (bhāgahāra)

A törteket a maihoz hasonlóan 2 egymás alá írt számmal jelöli, de nem tesz közéjük törtvonalat. Egy másik igen különös dolog, hogy a mai + összeadás jelet kivonásra használták, pl.:
{\displaystyle {\tfrac {3}{4}}} - {\displaystyle {\tfrac {1}{2}}}
3 1+
4 2
Az összetett törteket három sorban ábrázolták, azaz pl.: 1 {\displaystyle {\tfrac {1}{3}}}:
1
1
3
Törtek kivonására egy másik példa, 1 - {\displaystyle {\tfrac {1}{3}}}:
1
1
3+
A következő példa két tört összeadását mutatja be. A művelet eredményét konvencionálisan a pha (a szanszkrit gyümölcs, eredmény jelentésű phalam szó rövidítése) jelöli:
5 4 yu pha 3
3 3
Az osztásnál az osztó megelőzi az osztandót és közéjük ékelődik be az osztás műveletét jelző bha terminus. A következő példa 8 osztását mutatja be ⅔-dal:
1
1 bha 8 pha 12
3+

### Egyenletek, egyenletrendszerek
Az egyenletek ismeretlenjét gyakran egy nagy ponttal jelölték. Ez az indiai matematikai művekben azért zavaró, mert több helyen a nullát is ponttal jelölték, így gyakran csak a kontextus adja meg a pont aktuális jelentését. Az alábbi példában egy egyenlet kerül bemutatásra:
• 2 bha 8 pha 12
1 3
A kézirat számos olyan problémát vázol, melyek több tulajdonos (tipikusan kereskedők, utazók) közti vásárlásokkal, a vagyonok kiegyenlítésével foglalkoznak és lineáris egy- vagy többismeretlenes egyenletrendszerek megoldását igénylik. Az alábbi példa egy többismeretlenes indeterminisztikus egyenletrendszert mutat be, melynek jellegéből adódóan egyszerre akár több megoldása is lehetséges:
Egy embernek van 7 aśva lova, egy másiknak 9 haya lova, egy harmadiknak 10 tevéje. Ha mindenki átad 1-1 állatot a
sajátjai közül a másik kettőnek, akkor hármuknak fejenként ugyanakkora lesz a vagyona.
Adja meg egyenként az állatok értékét és a csere utáni egyéni összvagyon értékét!
Matematikai formulába öntve:
5x1+x2+x3 = x1+7x2+x3 = x1+x2+8x3 = k, ahol x1, x2, x3 sorban a három állat ára, k pedig a csere utáni megegyező vagyon értéke.
Átalakítás után 4x1 = 6x2 = 7x3 = k - (x1+x2+x3). Egész számoknak minden olyan kombinációja megfelelő, ahol a k - (x1+x2+x3) tag többszöröse a (4,6,7) számok legkisebb közös többszörösének, vagyis ettől a tagtól függően számos megoldás lehetséges. A kézirat ez utóbbi tag értékének nem a legkisebb közös többszöröst, hanem a 168-at (4*6*7) választja, amihez az x1 = 42, x2 = 28, x3 = 24 számok passzolnak.

### Hármas szabály
A kézirat bemutatja a hármas szabályt is, amely egy egyszerű praktika az arányosság alkalmazására: 3 előre megadott értékből (amiből 2 egy arány szerinti összetartozó érték), a harmadik számhoz megadható a vele arányos ismeretlen negyedik érték.
Például ha valaki 8 nap alatt 50 dénárt keres, mennyi a fizetsége 12 nap után?
Az irat és az ind matematika későbbi szakkönyvei azonos terminológiát használnak a probléma formalizálására:
- pramāņa: alap mérőszám (8)
- phalam: az alap mérőszámhoz tartozó arányos szám (a phalam, mint "eredmény", azaz 8-hoz tartozó arányos szám, az 50)
- icchā: vizsgált mérőszám, amihez az azzal arányos számot keressük (12 esetén ?)

A kézirat szerint a hármas szabály általános formulája a 4. elem meghatározására a fenti kifejezésekkel:
{\displaystyle {\frac {phalam\cdot iccha}{pramana}}}
A példánál maradva tehát a keresett érték:
{\displaystyle {\frac {50\cdot 12}{8}}=75}

### Négyzetgyökszámítás
A négyzetgyökszámítás legkorábbi indiai nyomai a Sulba szútrákban (kb. i. e. 8. sz. - i. u. 2. sz. között) jelennek meg, ahol a védikus rítusoknál használt oltárok (védi) felépítéséhez szükség volt a gyökszámok ismeretére, azok kimérésére geometriai módszereket alkalmaztak. A szútrák számos olyan algoritmust prezentálnak, melyek a terület megtartásával transzformálnak át egy alakzatot egy másikba. Az egyik ilyen eljárás két egymás mellé rakott, egységnyi alapélű négyzetből képzett téglalapot transzformál egy olyan négyzetbe, melynek az alapéle éppen {\displaystyle \scriptstyle {\sqrt {2}}}. Ez az igen korai, a 2 gyökét meghatározó eljárás geometriai kontextusban vetíti előre a négyzetgyökszámítás Bakhsálí kéziratban ismertetett módszerét: mindkét eljárás hasonló elvre, lépésekre épül és csak közelítő, azaz nem pontos algoritmusok.
A kéziratban található algoritmus lényege, hogy a vizsgált számhoz (Q) egy elég közel eső négyzetszám (a2) gyökéből és a két szám különbségéből (b = |Q-a2|) fokozatosan, három lépésben közelít a keresett négyzetgyökre. T. Hayashi számos kommentárt, fordítást, illetve az ide vágó Sulba szútrák eredményeit összevetve arra következtet, hogy a Bakshálí algoritmus lépései teljesen párhuzamba állíthatók a kapcsolódó Sulba szútra lépéseivel és közelítő eredményeivel.
A kézirat négyzetgyökszámítási módszere tehát három, egyre pontosabb közelítő gyököt ad meg:
- Első közelítés: a Q számhoz lehető legközelebbi négyzetszám (a2) gyöke, ez legyen a1

{\displaystyle Q=a_{1}^{2}+b}, tehát {\displaystyle b=Q-a_{1}^{2}}
- Második közelítés: Kétszerezze meg az előző lépésben használt a1 gyököt, és ossza el ezzel az értékkel az előző kivonás maradékát (b). A gyök második közelítése az első közelítés (a1) és az előbbiek szerint megkapott tört összege:

{\displaystyle a_{2}=a_{1}+{\frac {b}{2a_{1}}}}
- Harmadik közelítés: Vegye a korábban meghatározott tört négyzetét, felezze meg, majd ossza el a gyök második közelítésével (a2-vel). Vonja ki a második megközelítésből az előzőleg megkapott értéket, ez lesz a keresett gyök harmadik megközelítése:

{\displaystyle a_{3}=a_{2}-{\frac {({\frac {b}{2a_{1}}})^{2}}{2a_{2}}}=a_{1}+{\frac {b}{2a_{1}}}-{\frac {({\frac {b}{2a_{1}}})^{2}}{2(a_{1}+{\frac {b}{2a_{1}}})}}}
Vizsgáljuk meg a 889 négyzetgyökét!
Legyen a = 29, b = 48
{\displaystyle {\sqrt {889}}={\sqrt {29^{2}+48}}=29+0,82758-{\frac {(0,82758)^{2}}{2\cdot 29,82758}}=29,81609}
A helyes érték kerekítve 29,8160303, tehát a közelítés 4 helyi értéken pontos. Itt a vizsgált szám és a választott négyzetszám közti differencia (b) elég nagy, de figyeljük meg, hogy negatív b alkalmazásával sokkal pontosabb közelítés is elérhető (a = 30, b = -11):
{\displaystyle {\sqrt {889}}={\sqrt {30^{2}+(-11)}}=30+(-0,18333)-{\frac {(-0,18333)^{2}}{2\cdot (30+(-0,18333))}}=29,816030704}
A közelítés így már 6 helyi értéken pontos értéket ad. Határértékszámítással pedig egyszerűen belátható, hogy a közelítés annál pontosabb, minél kisebb a b abszolútértéke.